# Impasse du Moulin-Vert
Impasse du Moulin-Vert är en återvändsgata i Quartier du Petit-Montrouge i Paris fjortonde arrondissement. Gatans namn är av oklart ursprung. Impasse du Moulin-Vert börjar vid Rue des Plantes 27.

## Omgivningar
- Saint-Pierre de Montrouge
- Rue du Moulin-Vert
- Rue d'Alésia
- Villa d'Alésia
- Jardin Lionel-Assouad

## Bilder
| - Gatuskylt. - Saint-Pierre de Montrouge. - Jardin Lionel-Assouad. |

## Kommunikationer
- Tunnelbana – linje  – Alésia
- Busshållplats Alésia – Les Plantes – Paris bussnät

### Webbkällor
- ”Impasse du Moulin-Vert”. Mairie de Paris. https://web.archive.org/web/20160303195602/http://www.v2asp.paris.fr/commun/v2asp/v2/nomenclature_voies/Voieactu/6547.nom.htm. Läst 19 december 2023.
- ”Impasse du Moulin-Vert (14ème arrondissement)”. Les rues de Paris. https://web.archive.org/web/20160409071926/http://www.parisrues.com/rues14/paris-14-impasse-du-moulin-vert.html. Läst 19 december 2023.